# Haná (rzeka)
Haná — rzeka na Morawach, prawy dopływ Morawy. Powstaje z połączenia dwóch rzek. Są to Malá Haná i Velká Haná, które mają źródła na Drahanské vrchovině, na wysokości ok. 640 m n.p.m. Łączą się one koło wsi Dědice niedaleko Vyškova i tu powstaje Haná. Przepływa przez miejscowości: Vyškov, Ivanovice na Hané, Němčice nad Hanou. Do Morawy uchodzi we wsi Bezměrov, na północny zachód od Kromieryża, na wysokości 190 m n.p.m.
Długość – 53,4 km, powierzchnia dorzecza – 608 km², średni przepływ – 2 m³/s.
Jest drugim co do wielkości, po Beczwie, dopływem Morawy.
Zobacz też:
- Haná